# Rockstar (Post Malone)
Rockstar è un singolo del rapper statunitense Post Malone, pubblicato il 15 settembre 2017 come primo estratto dal secondo album in studio Beerbongs & Bentleys.

## Descrizione
Sesta traccia del disco, Rockstar, che vede la partecipazione del rapper britannico 21 Savage, è stata descritta da Billboard come un brano trap.

## Accoglienza
Spin e Time hanno incluso la canzone nella loro lista dei brani peggiori dell'anno.

## Video musicale
Il video, reso disponibile il 22 novembre 2017, è stato diretto da Emil Nava.

## Tracce
Testi e musiche di Austin Post, Shayaa Abraham-Joseph, Olufunmibi Awoshiley e Louis Bell, eccetto dove indicato.
Download digitale, streaming
1. Rockstar (feat. 21 Savage) – 3:38

Download digitale, streaming – remix
1. Rockstar (Remix) (feat. Nicky Jam & Ozuna) – 4:05

CD singolo (Germania, Austria e Svizzera)
1. Rockstar (featuring 21 Savage) – 3:39
2. I Fall Apart – 3:46 (Austin Post, Carlo Montagnese, William Thomas Walsh)

12"
- Lato A

1. Rockstar (feat. 21 Savage)

- Lato B

1. Rockstar (feat. 21 Savage)

## Formazione
Hanno partecipato alle registrazioni, secondo le note di copertina:
Musicisti
- Post Malone – voce
- 21 Savage – voce aggiuntiva
- Tank God – programmazione, strumentazione
- Louis Bell – programmazione, strumentazione

Produzione
- Tank God – produzione
- Louis Bell – produzione, produzione vocale
- Manny Marroquin – missaggio
- Chris Galland – assistenza al missaggio
- Robin Florent – assistenza al missaggio
- Scott Desmerais – assistenza al missaggio
- Mike Bozzi – mastering

## Successo commerciale
Rockstar ha esordito alla 2ª posizione della Billboard Hot 100, rimanendo bloccata dalla vetta da Bodak Yellow di Cardi B, divenendo la seconda top ten di Malone e la prima di 21 Savage. Nella medesima settimana è risultata la canzone più riprodotta nelle piattaforme streaming con 44,1 milioni di riproduzioni, infrangendo il record per il maggior numero di stream ottenuti nell'arco di una settimana su Apple Music, e la più venduta digitalmente con 80 000 copie, ottenendo inoltre un'audience radiofonica pari a 5 milioni di ascoltatori. Nella pubblicazione del 28 ottobre 2017 ha conquistato il vertice della graduatoria grazie a 51,3 milioni di stream, 48 000 download digitali e 35 milioni di ascoltatori radiofonici.

## Classifiche

### Classifiche settimanali
| Classifica (2017-25) | Posizione massima |
| -------------------- | ----------------- |
| Australia            | 1                 |
| Austria              | 1                 |
| Belgio (Fiandre)     | 5                 |
| Belgio (Vallonia)    | 3                 |
| Bulgaria             | 7                 |
| Canada               | 1                 |
| Croazia              | 36                |
| Danimarca            | 1                 |
| Estonia              | 1                 |
| Filippine            | 23                |
| Finlandia            | 1                 |
| Francia              | 3                 |
| Germania             | 2                 |
| Grecia               | 1                 |
| Irlanda              | 1                 |
| Islanda              | 15                |
| Italia               | 2                 |
| Lettonia             | 1                 |
| Libano               | 4                 |
| Lituania             | 27                |
| Lussemburgo          | 5                 |
| Malaysia             | 11                |
| Messico              | 19                |
| Moldavia             | 98                |
| Norvegia             | 1                 |
| Nuova Zelanda        | 1                 |
| Paesi Bassi          | 2                 |
| Polonia              | 22                |
| Portogallo           | 1                 |
| Regno Unito          | 1                 |
| Repubblica Ceca      | 1                 |
| Romania              | 1                 |
| Russia               | 3                 |
| Slovacchia           | 1                 |
| Spagna               | 16                |
| Stati Uniti          | 1                 |
| Svezia               | 1                 |
| Svizzera             | 2                 |
| Ucraina              | 2                 |
| Ungheria             | 1                 |

### Classifiche di fine anno
| Classifica (2017) | Posizione |
| ----------------- | --------- |
| Australia         | 16        |
| Austria           | 26        |
| Belgio (Fiandre)  | 94        |
| Brasile           | 142       |
| Canada            | 38        |
| Danimarca         | 15        |
| Finlandia         | 5         |
| Francia           | 44        |
| Germania          | 21        |
| Islanda           | 28        |
| Italia            | 59        |
| Norvegia          | 11        |
| Nuova Zelanda     | 12        |
| Paesi Bassi       | 44        |
| Portogallo        | 13        |
| Regno Unito       | 22        |
| Russia            | 125       |
| Stati Uniti       | 56        |
| Svezia            | 16        |
| Svizzera          | 49        |
| Ungheria          | 21        |
| Classifica (2018) | Posizione |
| Australia         | 12        |
| Austria           | 35        |
| Belgio (Fiandre)  | 55        |
| Belgio (Vallonia) | 21        |
| Brasile           | 56        |
| Canada            | 4         |
| Croazia           | 88        |
| Danimarca         | 20        |
| Estonia           | 3         |
| Finlandia         | 4         |
| Francia           | 36        |
| Germania          | 21        |
| Irlanda           | 19        |
| Italia            | 70        |
| Norvegia          | 18        |
| Nuova Zelanda     | 9         |
| Paesi Bassi       | 67        |
| Regno Unito       | 24        |
| Romania           | 2         |
| Russia            | 23        |
| Stati Uniti       | 5         |
| Svezia            | 8         |
| Svizzera          | 18        |
| Ucraina           | 11        |
| Ungheria          | 10        |
| Classifica (2019) | Posizione |
| Australia         | 80        |
| Lettonia          | 30        |
| Ucraina           | 88        |
| Classifica (2020) | Posizione |
| Portogallo        | 168       |

### Classifiche di fine decennio
| Classifica (2010-19) | Posizione |
| -------------------- | --------- |
| Australia            | 34        |
| Germania             | 46        |
| Norvegia             | 14        |
| Regno Unito          | 50        |
| Stati Uniti          | 23        |

### Classifiche di tutti i tempi
| Classifica (1958-2021) | Posizione |
| ---------------------- | --------- |
| Stati Uniti            | 97        |